# Городище Перше (Брасовський район)
Городище Перше (рос. Городище 1-е) — присілок у Брасовському районі Брянської області Росії. Входить до складу муніципального утворення Вороновологське сільське поселення. Населення — 404 особи.
Розташоване за 2 км від південно-західної околиці смт Локоть, недалеко від річки Нерусса.

## Історія
Згадується з першої половини XVII століття в складі Брасовського стану Комарицької волості. Спочатку (до середини XIX століття) розташовувалася в іншому місці, на річці Лопузні (звідси початкова назва — Лопузинське Городище), за 1,5 км на південний схід від сучасного села Дівоче (52°45′50″ пн. ш. 34°41′50″ сх. д. / 52.76389° пн. ш. 34.69722° сх. д.).
З 1698 відоме як село з храмом Сергія Радонезького (розібраний близько 1850 р.). З 1741 року — володіння Апраксиних, які у 1850-ті рр. перенесли село на нинішнє місце. З другої половини XIX століття село належало до парафії села Брасово.
У 1778—1782 рр. входило до Луганського повіту Орловського намісництва, потім до 1929 року, Севського повіту (з 1861 року — у складі Апраксинської (Брасовської) волості). У 1894 році була відкрита церковнопарафіяльна школа.
З 1929 року у складі Брасовського району. До 1954 року було центром Городищенської (1-ї) сільради; в 1954—1975 входило до складу Крупецької сільради.